# Nerecznica górska
Nerecznica górska (Dryopteris expansa) – gatunek rośliny z rodziny nerecznicowatych. Zasięg gatunku obejmuje wszystkie kontynenty w strefie umiarkowanej na półkuli północnej. Ponieważ rośliny tego gatunku włączane były przez długi czas od szeroko ujmowanej nerecznicy szerokolistnej D. dilatata sensu lato rozmieszczenie w Polsce nie jest dobrze udokumentowane; wiadomo, że jest to gatunek częsty w Karpatach, poza tym raczej rzadko, ale spotykany na obszarze całego kraju. Rośnie w lasach mokrych i wilgotnych, w górach sięga do piętra alpejskiego i tam też rośnie na skalistych stokach.

## Morfologia

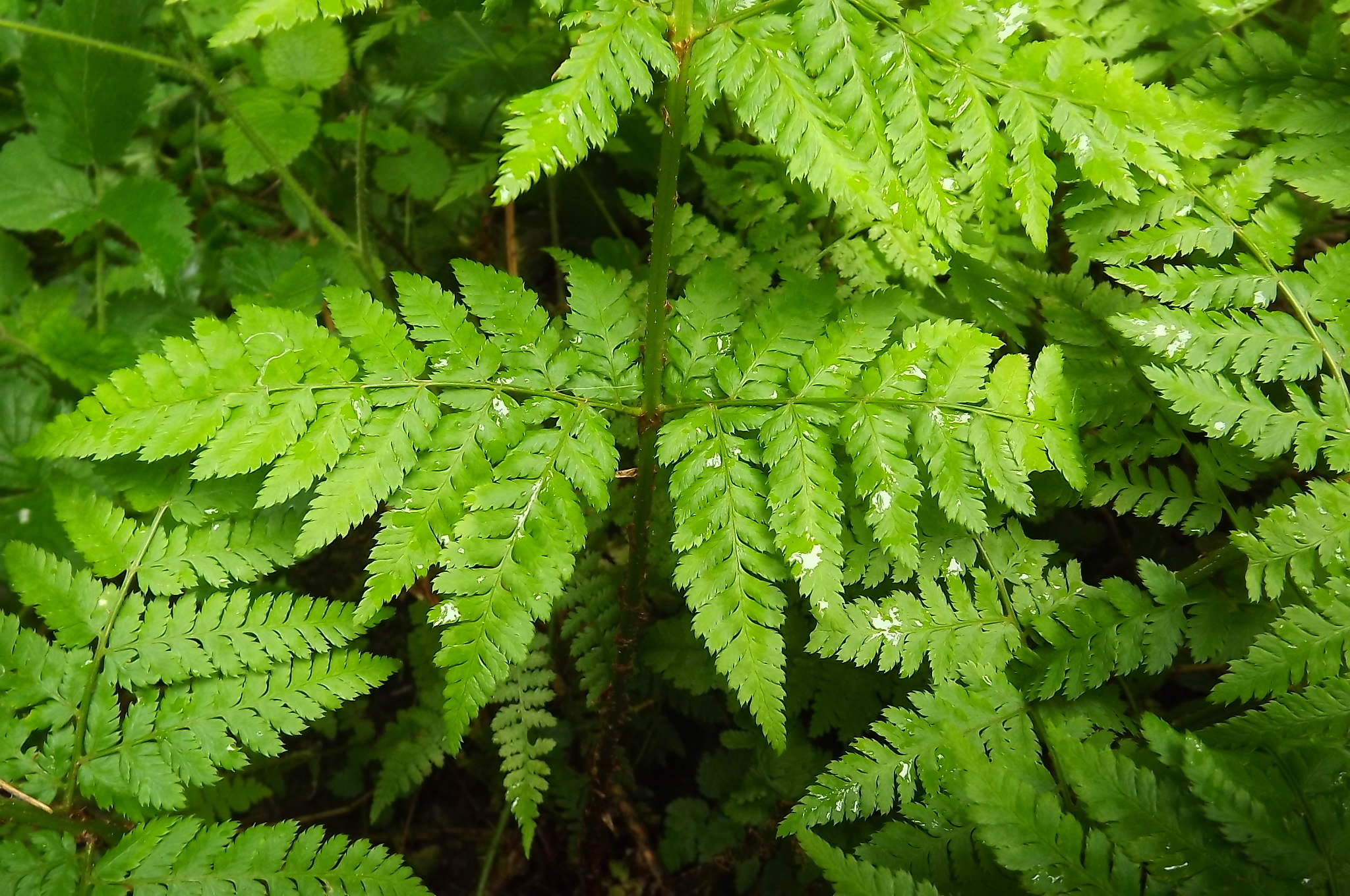
Najniższe odcinki II rzędu 2x dłuższe od skierowanych do góry; przy tym osiągają połowę długości odcinka I rzędu

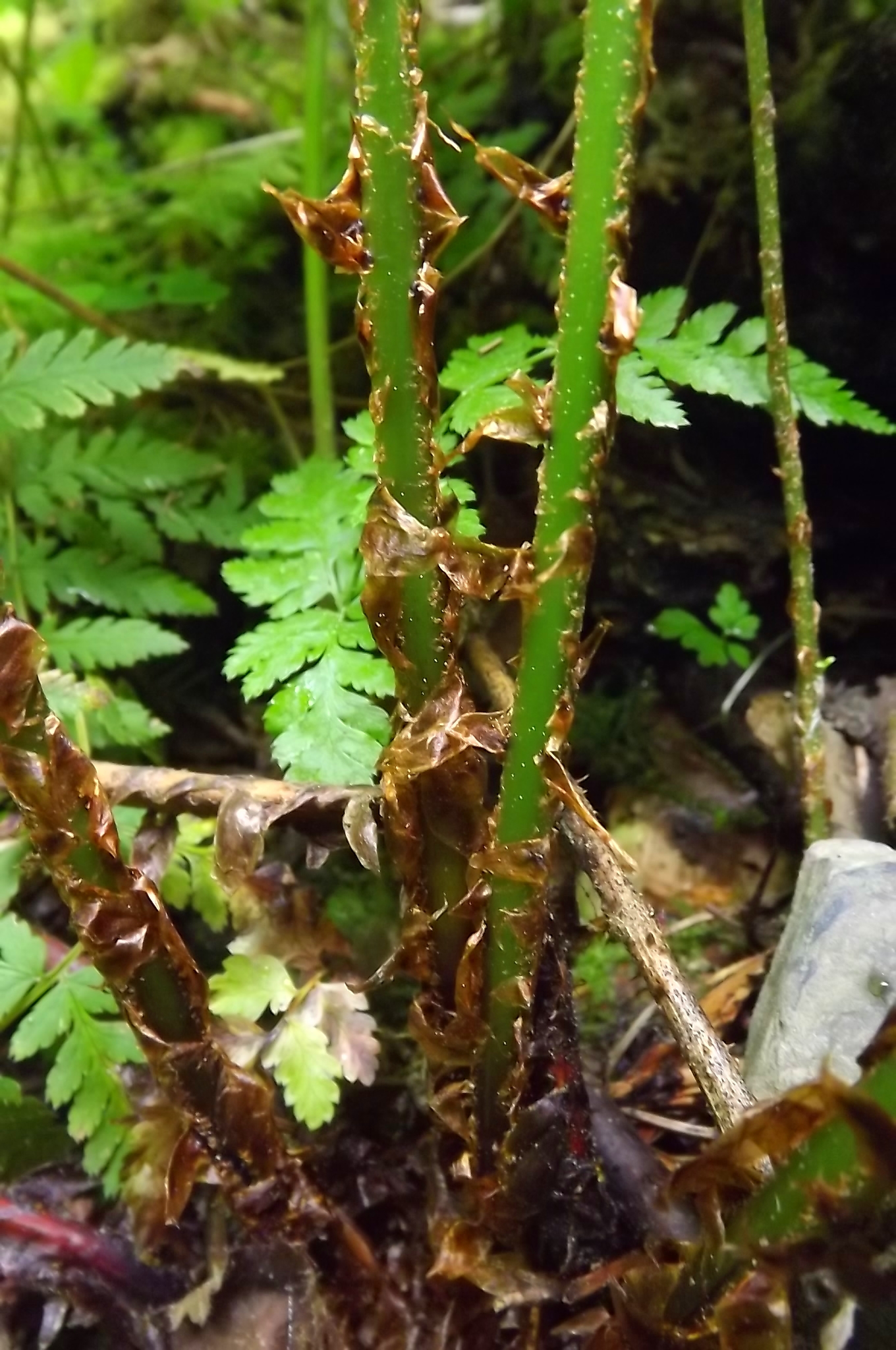
Łuski u nasady liścia – ciemniejsze u nasady, ale bez ciemnej pręgi sięgającej do ich szczytu

PokrójRoślina o wysokości od 30–40 do 80–100 cm. Kłącze krótkie i tęgie, pełzające lub skośnie wznoszące się.
LiścieWszystkie jednakowe (liście z zarodniami takie same jak płonne). Zimą z wolna obumierają (nie są zimotrwałe). Ogonek liściowy jasnozielony stanowi od ok. 1/3 do około połowy długości liścia. W dole pokryty jest gęsto łuskami, w górze rzadziej. Łuski jajowatolancetowate do lancetowatych osiągają do 18 mm długości i 7 mm szerokości. Są jednolicie cynamonowobrązowe lub jasnobrązowe z ciemnym paskiem w dolnej części łuski (pasek nie dochodzi do szczytu łuski). Blaszka liściowa trójkątnojajowata lub jajowatolancetowata, jasnozielona do żółtozielonej, cienka. Liście zazwyczaj nie są pokryte gruczołkami, rzadko jednak bywają gruczołowate, czasem nawet mocno. Blaszka jest 3–4 × pierzasta. Odcinków I rzędu jest 15–25 par, z czego najdłuższe znajdują się w dolnej części liścia i osiągają do 20 cm. W każdym z tych odcinków najniższy i skierowany w dół odcinek II rzędu jest wyraźnie dłuższy od innych. Znaczenie diagnostyczne ma najniższy odcinek dolnego odcinka liścia który jest 2 × dłuższy od odcinka znajdującego się naprzeciw, skierowanego ku górze i tylko 2 × krótszy od całego odcinka I rzędu. Końcowe odcinki II rzędu są płytko wcinane. Brzegi odcinków liścia są płaskie.
ZarodnieZebrane w kupki rozwijające się w połowie odległości między żyłkami przewodzącymi a brzegiem odcinka liścia. Kupki zarodni osiągają zwykle 0,5 do 1 (rzadko do 1,2) mm średnicy. Okryte są drobnymi i nietrwałymi zawijkami, okrągłymi lub nerkowatymi, całobrzegimi lub płytko wcinanymi. Na zawijkach występują czasem pojedyncze i krótkotrwałe, trzoneczkowate gruczoły. Zarodniki jasnobrązowe.
Gatunki podobneNajczęściej mylona jest z nerecznicą szerokolistną Dryopteris dilatata, która jednak ma: łuski z ciemniejszą pręgą sięgającą ich końca; odcinki liścia o brzegach podwiniętych (sprawiających wrażenie wypukłych); blaszkę liścia grubszą i ciemnozieloną; najniższe odcinki II rzędu na najniższym odcinku I rzędu nie są 2 × dłuższe od naprzeciwległych skierowanych do góry i są krótsze od 1/2 długości całego odcinka I rzędu (cechy związane z teksturą i barwą liści bywają modyfikowane warunkami siedliskowymi).
Nerecznica krótkoostna Dryopteris carthusiana podobnie jak obie wyżej wymienione ma blaszkę silnie podzieloną (choć tylko 3-krotnie) i podobnie jak nerecznica górska asymetrycznie powiększone odcinki nasadowe II rzędu w dolnej części blaszki. Różni się jednak wyraźnie jednobarwnymi, jasnobrązowymi łuskami i ząbkami na brzegach blaszki zakończonymi krótkimi ostkami (u pozostałych gatunków ząbki są ostre, ale nie ościste). Nerecznica pośrednia D. remota też o liściu silnie podzielonym i łuskach dwubarwnych ma ogonek u dołu ciemnofioletowy, blaszkę ciemnozieloną, najniższe odcinki liścia krótsze od wyższych.

## Biologia i ekologia
Bylina, hemikryptofit. Jest to paproć rosnąca w lasach mokrych i wilgotnych, na glebie kwaśnej do obojętnej, też na glebach skalistych. Dobrze znosi niskie temperatury. Ma stosunkowo duże wymagania świetlne i preferuje miejsca pod okapem drzewostanu o rozluźnionym i mniejszym zwarciu. Jest rośliną o małych zdolnościach konkurencyjnych.
Zarodniki dojrzewają w sierpniu i wrześniu, czasem do października.

## Systematyka i zmienność
W obrębie gatunku wyróżniano dwie odmiany geograficzne różniące się ogruczoleniem. Odmiana typowa var. expansa pozbawiona gruczołków lub z bardzo rzadkimi gruczołkami występuje od Grenlandii poprzez Amerykę Północną do Japonii. Z kolei rośliny z Europy o silniej ogruczolonych blaszkach i zawijkach opisano jako var. alpina (Moore) Viane. Z czasem na ogół zrezygnowano z tego podziału ponieważ cechy diagnostyczne były kwestionowane jako zmienne, ale w Rosji ogruczolone silnie rośliny opisywane są nadal nawet nie jako odrębna odmiana, ale też gatunek – Dryopteris assimilis S. Walker.
Z Norwegii opisano odmianę lokalną (endemiczną) D. expansa var. willeana (Lid) Elven wyróżniającą się ciemnozielonymi liśćmi o czarnych i czarnozielonych osiach i ogonkach liściowych.
Nerecznica górska tworzy mieszańce z:
- nerecznicą szerokolistną D. dilatata – D. × ambrosae  Fraser-Jenk. et Jermy – często spotykany, opisywany jako generalnie podobny do nerecznicy górskiej, ale z ciemną blaszką i ciemnymi zarodnikami[9],
- nerecznicą krótkoostną D. carthusiana – D. × sarvelae Fraser-Jenk.et Jermy – bardzo rzadko spotykany w Europie[9].